# 35 kilomètres marche féminin aux championnats du monde d'athlétisme 2023
Pour des articles plus généraux, voir Championnats du monde d'athlétisme 2023 et Marche aux championnats du monde d'athlétisme.
Navigation
Eugene 2022 Tokyo 2025
L'épreuve du 35 kilomètres marche féminin des championnats du monde de 2023 se déroule le 24 août 2023 dans les rues de Budapest, en Hongrie.

## Qualification
La période de qualification est comprise entre le 1er décembre 2021 et le 30 mai 2023. Le minima de qualification est fixé à 2 h 51 min 30 s.

## Résultats
| Rang               | Athlète                 | Pays       | Temps           | Notes |
| ------------------ | ----------------------- | ---------- | --------------- | ----- |
| Médaille d'or      | María Pérez             | Espagne    | 2 h 38 min 40 s | CR    |
| Médaille d'argent  | Kimberly García         | Pérou      | 2 h 40 min 52 s |       |
| Médaille de bronze | Antigóni Drisbióti      | Grèce      | 2 h 43 min 22 s | SB    |
| 4                  | Viviane Lyra            | Brésil     | 2 h 44 min 40 s | NR    |
| 5                  | Cristina Montesinos     | Espagne    | 2 h 45 min 32 s | PB    |
| 6                  | Evelyn Inga             | Pérou      | 2 h 46 min 18 s | PB    |
| 7                  | Serena Sonoda           | Japon      | 2 h 46 min 32 s |       |
| 8                  | Olga Chojecka           | Pologne    | 2 h 46 min 48 s | PB    |
| 9                  | Magaly Bonilla          | Équateur   | 2 h 47 min 09 s |       |
| 10                 | Tereza Durdiakova       | Tchéquie   | 2 h 49 min 06 s | NR    |
| 11                 | Bai Xueying             | Chine      | 2 h 49 min 34 s |       |
| 12                 | Alejandra Ortega        | Mexique    | 2 h 50 min 44 s | NR    |
| 13                 | Raquel González         | Espagne    | 2 h 51 min 53 s |       |
| 14                 | Masumi Fuchise          | Japon      | 2 h 52 min 57 s | PB    |
| 15                 | Federica Curiazzi       | Italie     | 2 h 53 min 27 s |       |
| 16                 | Viktória Madarász       | Hongrie    | 2 h 53 min 30 s | SB    |
| 17                 | Johana Ordoñez          | Équateur   | 2 h 54 min 58 s | SB    |
| 18                 | Agnieszka Ellward       | Pologne    | 2 h 56 min 51 s | PB    |
| 19                 | Sara Vitiello           | Italie     | 2 h 57 min 00 s |       |
| 20                 | Vasylyna Sydorchuk      | Ukraine    | 2 h 57 min 24 s |       |
| 21                 | Allanah Pitcher         | Australie  | 2 h 57 min 55 s |       |
| 22                 | Rita Récsei             | Hongrie    | 2 h 59 min 37 s |       |
| 23                 | Anabelly Orjuela        | Équateur   | 2 h 59 min 58 s | SB    |
| 24                 | Maria Michta-Coffey     | États-Unis | 3 h 01 min 22 s |       |
| 25                 | Maria Katerinka Czakova | Slovaquie  | 3 h 01 min 53 s | =PB   |
| 26                 | Kyriaki Filtisakou      | Grèce      | 3 h 02 min 16 s |       |
| 27                 | Nicole Colombi          | Italie     | 3 h 02 min 29 s |       |
| 28                 | Hana Burzalova          | Slovaquie  | 3 h 02 min 47 s | SB    |
| 29                 | Bianca Maria Dittrich   | Allemagne  | 3 h 03 min 05 s |       |
| 30                 | Ilse Guerrero           | Italie     | 3 h 03 min 41 s | SB    |
| 31                 | Ema Hacundova           | Slovaquie  | 3 h 05 min 43 s |       |
| 32                 | Karla Jaramillo         | Équateur   | 3 h 05 min 55 s |       |
| 33                 | Austeja Kavaliauskaite  | Lituanie   | 3 h 08 min 11 s |       |
| 34                 | Alina Tsviliy           | Ukraine    | 3 h 09 min 23 s |       |
| 35                 | Miranda Melville        | États-Unis | 3 h 09 min 41 s |       |
| 36                 | Elianay Pereira         | Brésil     | 3 h 16 min 11 s | SB    |
|                    | Erica Sena              | Brésil     | DNF             | DNF   |
|                    | Li Maocuo               | Chine      | DNF             | DNF   |
|                    | Qieyang Shenjie         | Chine      | DNF             | DNF   |
|                    | Olga Fiaska             | Grèce      | DNF             | DNF   |
|                    | Galina Yakusheva        | Kazakhstan | DNF             | DNF   |
|                    | Inês Henriques          | Portugal   | DNF             | DNF   |
|                    | Mihaela Acatrinei       | Roumanie   | DNF             | DNF   |
|                    | Ana Veronica Rodean     | Roumanie   | DNF             | DNF   |
|                    | Katarzyna Zdziebło      | Pologne    | DQ              | DQ    |
|                    | Stephanie Casey         | États-Unis | DQ              | DQ    |
|                    | Rebecca Henderson       | Australie  | DNS             | DNS   |

## Légende
Records et Performances
- AR : Record continental (area record)
- CR : Record des championnats (championship record)
- MR : Record du meeting (meet record)
- NR : Record national (national record)
- OR : Record olympique (olympic record)
- PR : Record paralympique (paralympic record)
- PB : Record personnel (personal best)
- SB : Meilleure performance personnelle de la saison (season's best)
- WL : Meilleure performance mondiale de l'année (world leader)
- WJR : Record du monde junior (world junior record)
- WR : Record du monde (world record)

Circonstances et Conditions
- DNF : N'a pas terminé (did not finish)
- DNS : N'a pas pris le départ (did not start)
- DQ : Disqualification (disqualification)
- NM : Aucun essai valable enregistré (No Mark)
- Q : Qualifié « directement » au prochain tour (ou à la prochaine compétition), lors d'une compétition majeure, grâce au classement ou à la réalisation des minima (automatic qualifier)
- q : Qualifié au prochain tour (ou à la prochaine compétition), lors d'une compétition majeure, grâce au repêchage ou à la réalisation de l'une des meilleures performances parmi celles des « non qualifiés directement » (grâce au meilleur temps ou à la meilleure distance par exemple) (secondary qualifier)